# Josefine Schlumberger

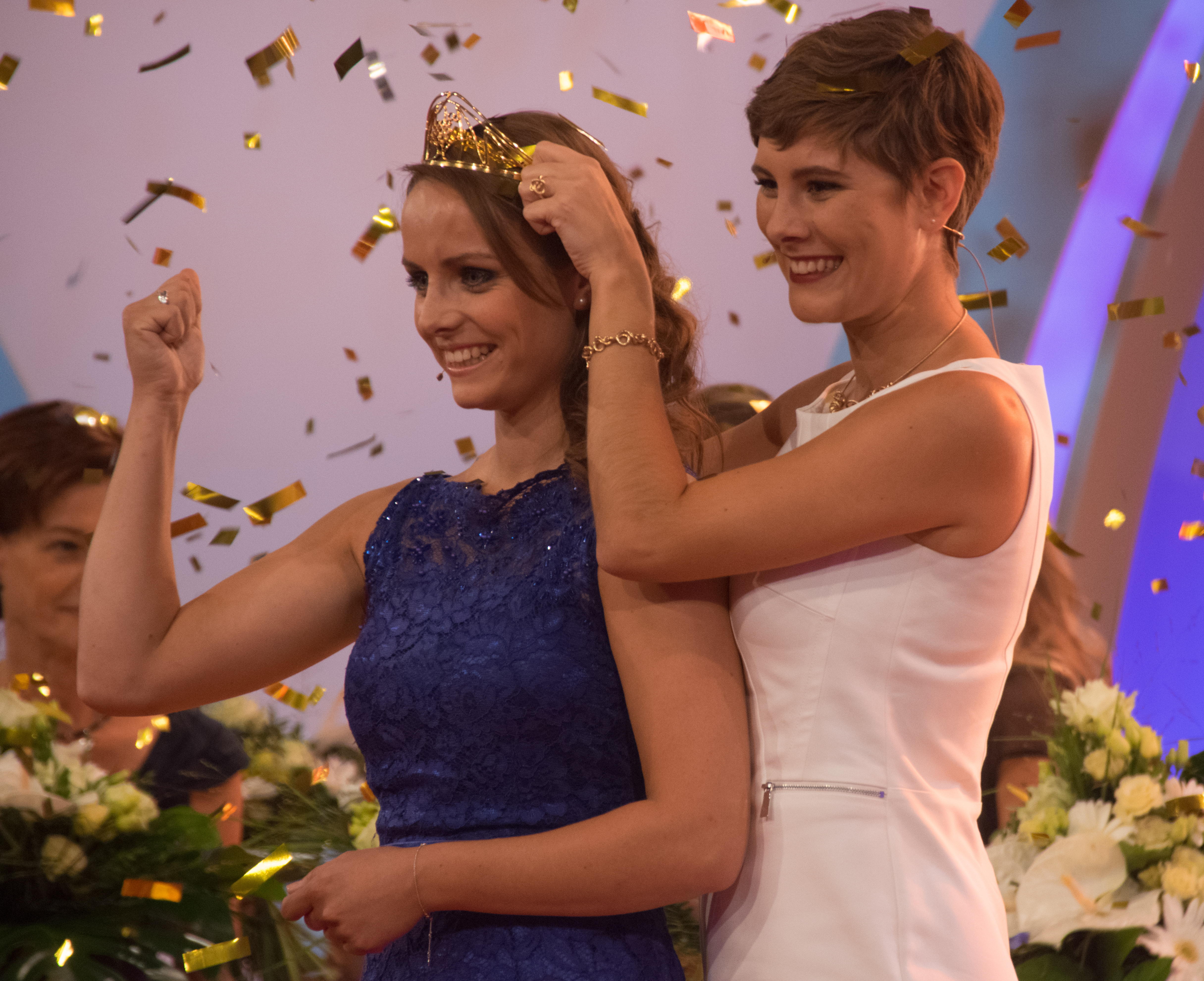
Josefine Schlumberger krönt am 30. September 2016 in der Rheingoldhalle Mainz ihre Nachfolgerin Lena Endesfelder zur 68. Deutschen Weinkönigin

Josefine Schlumberger (* 9. Juni 1994 in Müllheim im Markgräflerland) aus dem Weinbaugebiet Baden wurde am 25. September 2015 in Neustadt an der Weinstraße als Nachfolgerin von Janina Huhn aus dem Weinbaugebiet Pfalz zur 67. Deutschen Weinkönigin gewählt. Sie ist damit die sechste Deutsche Weinkönigin aus Baden. Als Weinprinzessinnen standen ihr während der zwölfmonatigen Amtszeit Katharina Fladung aus dem Rheingau und Caroline Guthier von der Hessischen Bergstraße zur Seite.

## Leben
Josefine Schlumberger ist die Tochter von Stephanie und Rainer Schlumberger, die in Sulzburg-Laufen ein Weingut betreiben. Dort wuchs Schlumberger auf. Sie besuchte zunächst die Grundschule in Sulzburg und danach das Markgräfler Gymnasium in Müllheim. Dort legte sie 2012 das Abitur ab. Danach studierte sie zunächst drei Semester Psychologie an der Universität Konstanz, entschied sich dann aber doch für den Beruf der Winzerin. Nach einem Praktikum im Staatsweingut Meersburg begann sie ein Studium der Önologie an der Fachhochschule, heute Hochschule, in Geisenheim.
Schlumberger war 2014/15 Badische Weinkönigin und damit eine späte Nachfolgerin ihrer Großtante Hildegund, die dieses Amt 1957/58 bekleidet hatte.